# Propileos (Múnich)

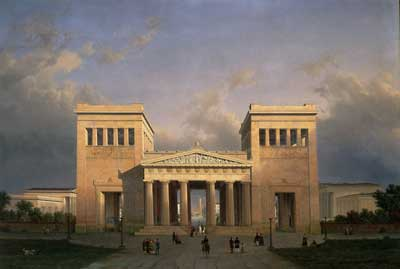
Los Propileos de la Königsplatz, cuadro de Leo von Klenze, 1848.

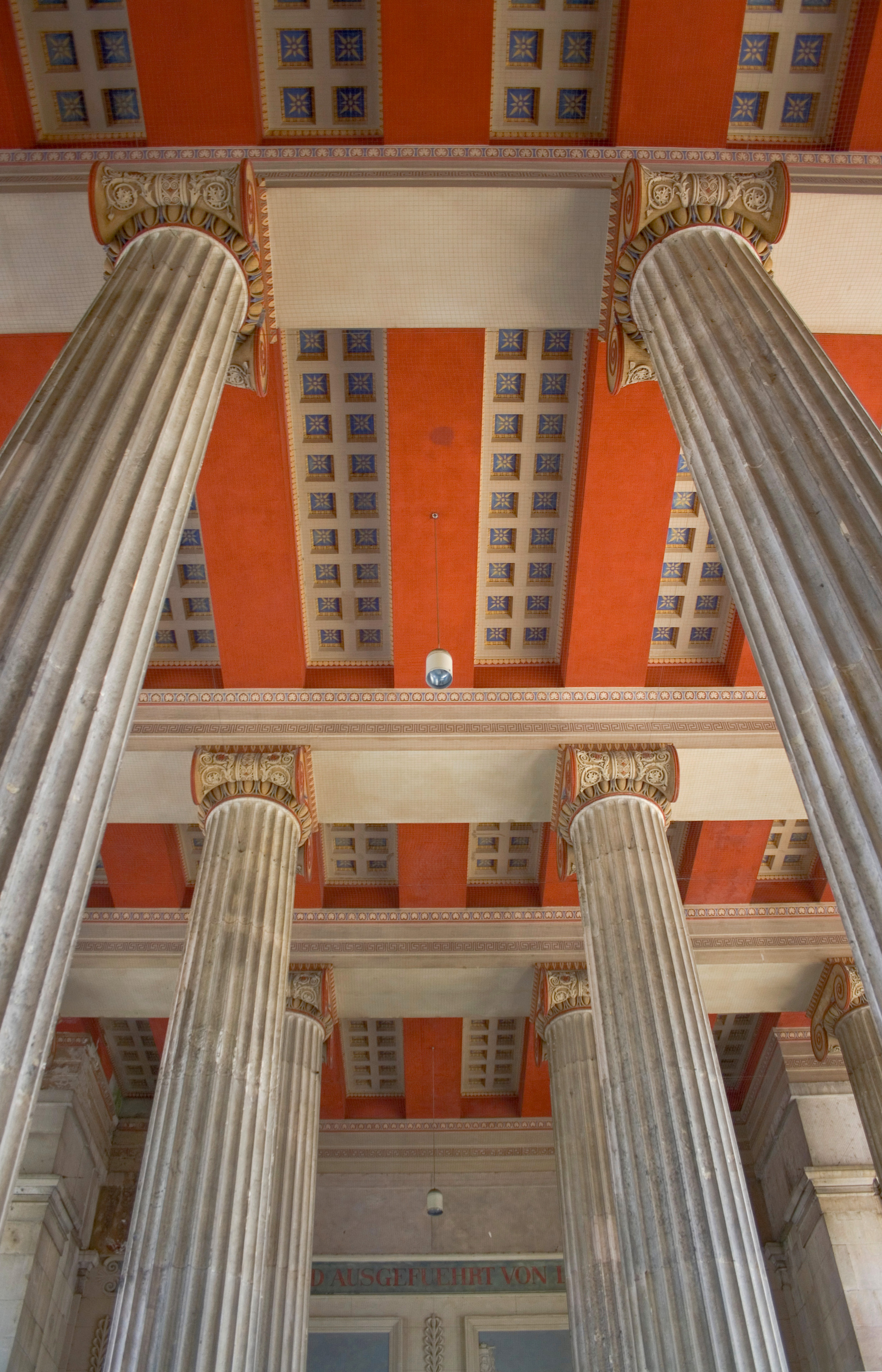
Los Propileos de la Königsplatz, interior.

Los Propileos (en alemán: Propyläen) son una puerta de la ciudad situada en el lado oeste de la Königsplatz de Múnich (Alemania).

## Historia
El edificio, construido en orden dórico, fue completado por Leo von Klenze en 1862 y evoca la monumental entrada de los Propileos de la Acrópolis de Atenas. La puerta fue construida como un monumento en honor a la llegada al trono de Otón I de Grecia, hijo del rey Luis I de Baviera.
Ya en 1816, los Propileos estaban en las primeras etapas de planificación, pero pasaron treinta años antes de que se emitiera la orden para su construcción. Klenze pintó un cuadro del proyecto de los Propileos para promover el proyecto. Después de que el rey Luis I abdicara en 1848, el proyecto fue reconsiderado ya que, en esa época, Múnich ya no necesitaba una puerta de la ciudad. Finalmente, Luis I financió el edificio con sus recursos privados como símbolo de la amistad entre Grecia y Baviera, y como monumento a la guerra de independencia de Grecia.
Los Propileos fueron inaugurados poco antes de que el rey Otón fuera obligado a abdicar como rey bávaro de Grecia. Mientras estaba en una visita al Peloponeso en 1862, se produjo un golpe de Estado, se estableció un gobierno provisional y se convocó una Convención Nacional. Los embajadores de las potencias mundiales instaron al rey Otón a no resistir; el rey y la reina se refugiaron en un buque de guerra británico y volvieron a Baviera. Puede decirse que los Propileos son también un monumento a la fallida secundogenitura de los Wittelsbach.

## Arquitectura
Cada una de las dos torres de la puerta es un bloque poderoso con un gran portal y una habitación abierta en el piso superior. Los dos portales de las torres fueron usados para el transporte de mercancías. La puerta monumental en el centro de los Propileos estaba reservada para caballos y vehículos. Los techos de las torres eran a casetones. Mientras el exterior tiene columnas dóricas, en el interior, las columnas son de orden jónico. Los relieves y esculturas que conmemoran al príncipe de Baviera y la guerra de independencia de Grecia fueron realizados por Ludwig Michael Schwanthaler.